# بنيامين لوثي
بنيامين لوثي هو لاعب كرة قدم سويسري في مركز الوسط، ولد في 30 نوفمبر 1988 في ثون في سويسرا. لعب مع نادي ثون ونادي غراسهوبر زيوريخ.

## وصلات خارجية
- بنجامين لوثي على موقع قاعدة بيانات كرة القدم.إي يو (الإنجليزية)
- بنجامين لوثي على موقع Soccerway.com (الإنجليزية)
- بنجامين لوثي على موقع AS.com (الإسبانية)